# Frank Doubleday (Schauspieler)
Frank Doubleday (* 28. Januar 1945 in Norwich, Connecticut; † 3. März 2018 in Los Angeles, Kalifornien) war ein US-amerikanischer Schauspieler.

## Leben
Doubleday wurde 1945 in Connecticut geboren; seine Familie zog nach Los Angeles, als er sechs Jahre alt war. Nach seiner Schulausbildung war er zunächst für den United States Postal Service tätig, strebte dann aber eine Karriere als Schauspieler an. 1975 erhielt er erste Episodenrollen in US-amerikanischen Fernsehserien, ehe er 1976 sein Leinwanddebüt in der Musicalkomödie The First Nudie Musical hatte. 1976 spielte er neben Jack Lemmon, Geneviève Bujold und James Woods in John Kortys Romantikkomödie Liebe und andere Verbrechen. Im selben Jahr arbeitete er erstmals mit Regisseur John Carpenter. In dem Thriller Assault – Anschlag bei Nacht spielte er den namenlosen Killer, der zu Beginn ein kleines Mädchen erschießt. Es folgten weitere kleine Filmrollen und Auftritte unter anderem in der Serien Starsky & Hutch, Wonder Woman und Drei Engel für Charlie. 1981 wurde er erneut von John Carpenter besetzt; diesmal als Romero, der rechten Hand des „Duke“, dem Herrscher von Manhattan. Dies sollte seine bekannteste Rolle bleiben.
Doubleday war bis in die späten 1990er Jahre als Schauspieler aktiv und trat unter anderem in den Serien Sledge Hammer!, Unglaubliche Geschichten und X-Factor: Das Unfassbare auf. Eine weitere, erwähnenswerte Nebenrolle hatte er 1986 in John McTiernans Regiedebüt Nomads – Tod aus dem Nichts neben Lesley-Anne Down und Pierce Brosnan.
Doubleday war 40 Jahre mit der Schauspielerin Christina Hart verheiratet. Aus der Ehe gingen zwei Töchter hervor, die beide erfolgreich im Schauspielfach wurden, Portia Doubleday und Kaitlin Doubleday. Er starb im Alter von 73 Jahren an den Komplikationen einer Krebserkrankung.

## Filmografie (Auswahl)

### Fernsehen
- 1976: Delvecchio
- 1977: Starsky & Hutch
- 1978: Wonder Woman
- 1978: Drei Engel für Charlie (Charlie’s Angels)
- 1981: Der unglaubliche Hulk (The Incredible Hulk)
- 1983: Polizeirevier Hill Street (Hill Street Blues)
- 1986: Stingray
- 1986: Sledge Hammer!
- 1987: Unglaubliche Geschichten (Amazing Stories)
- 1997: X-Factor: Das Unfassbare (Beyond Belief: Fact or Fiction)

### Film
- 1976: Assault – Anschlag bei Nacht (Assault on Precinct 13)
- 1978: Der große Trick (The Big Fix)
- 1979: Butch & Sundance – Die frühen Jahre (Butch and Sundance: The Early Days)
- 1981: Die Klapperschlange (John Carpenter’s Escape from New York)
- 1986: Nomads – Tod aus dem Nichts (Nomads)
- 1987: Nachrichtenfieber – Broadcast News (Broadcast News)
- 1989: L.A. Bounty
- 1991: Dollman – Der Space-Cop! (Dollman)